# Três Cachoeiras
Três Cachoeiras est une ville brésilienne de la mésorégion métropolitaine de Porto Alegre, capitale de l'État du Rio Grande do Sul, faisant partie de la microrégion d'Osório et située à 116 km à l'est de Porto Alegre. Elle se situe à une latitude de 29° 27′ 24″ sud et à une longitude de 49° 55′ 28″ ouest, à 15 m d'altitude. Sa population était estimée à 10 390 en 2007, pour une superficie de 250 km2. L'accès s'y fait par les BR-101 et RS-494.
En 1600, la région de Três Cachoeiras était habitée par les Amérindiens Carijós. En 1605 vinrent les Jésuites pour les catéchiser, tentant ainsi de les soustraire aux razzias des bandeirantes de l'État de São Paulo de l'époque. Ceux-ci venaient les capturer pour les réduire en esclavage dans les plantations.
L'origine du nom vient de ces mêmes aventuriers paulistas qui avaient remarqué, au nord de l'actuelle commune, entre 1605 et 1615, trois cascades distantes entre elles d'environ 80 mètres. Il n'en reste aujourd'hui plus que deux, l'une ayant disparu dans un glissement de terrain.
Les premiers colons de l'endroit sont des açoriens qui arrivèrent à quinze familles en 1820 pour pratiquer l'agriculture.
L'ouverture de la BR-101 a impulsé le développement de la municipalité.
Três Cachoeiras se trouve au bord de la Lagoa Itapeva.

## Villes voisines
- Morrinhos do Sul
- Dom Pedro de Alcântara
- Arroio do Sal
- Terra de Areia
- Três Forquilhas

## Note
1. ↑  IBGE
2. ↑  Três cachoeiras = "trois cascades".